# Горохівський ґебіт
Горо́хівський ґебі́т (нім. Kreisgebiet Gorochow «Горохівська округа») — адміністративно-територіальна одиниця генеральної округи Волинь-Поділля Райхскомісаріату Україна з центром у Горохові, яка існувала протягом німецької окупації Української РСР.

## Історія
Округу (ґебі́т) утворено 1 вересня 1941 опівдні на території тодішніх Берестечківського, Горохівського, Локачинського і Озютицького районів Волинської області.
1 лютого 1943 частина Берестечківського (сільські управи Дружкопіль із Журавниками та Волицею Дружкопільською (?), Довгів, Борисковичі і Брани з колонією Застав'я) і Локачинського (сільуправи Колпитів з колонією Мар'янівка, Пустомити, колонія Пустомити з колонією Домброва, колонія Король-Подільський (?), Блудів із колонією Блудів, Десятина, Уманці та Державний ліс Коритниця) районів увійшла в Горохівський район.
Станом на 1 вересня 1943 Горохівський ґебіт поділявся на 4 німецькі райони: район Берестечко (нім. Rayon Berestetschko), район Горохів (нім. Rayon Gorochow), район Локачі (нім. Rayon Lokatschi) і район Озютичі (нім. Rayon Osjutitschi).
Для Горохівської округи у Луцьку випускався часопис «Горохівські вісті». Його редактором був Анатоль Дублянський.
23 липня 1944 року окружний центр Горохів зайняли радянські війська.